# Sava Paunović
Slavoljub „Sava“ Paunović (* 1947) ist ein ehemaliger jugoslawisch-serbischer Fußballspieler und -trainer.

## Sportlicher Werdegang
Paunović startete seine Laufbahn im Erwachsenenbereich beim FK Radnički Kragujevac, mit dem er 1969 erstmals in der Vereinsgeschichte in die höchste Spielklasse aufstieg. Im selben Jahr gehörte er im September bei einem 4:4-Unentschieden gegen den brasilianischen Club FC Santos rund um Edu und Pelé zu den Torschützen des Klubs, der nach drei Jahren Erstligazugehörigkeit 1972 wieder abstieg. Er blieb dem Klub treu, mit dem er 1974 erneut den Sprung in die Erstklassigkeit schaffte. 1976 wurde er nach dem erneuten Abstieg als Schlusslicht zum amtierenden Meister FK Partizan Belgrad transferiert.
Mit Erreichen der Altersgrenze von 28 Jahren für einen Auslandswechsel ging Paunović 1977 zu Beşiktaş Istanbul und spielte zwei Spielzeiten in der 1. Lig. In der Spielzeit 1978/79 platzierte er sich mit 14 Saisontoren hinter Özer Umdu von Adanaspor an zweiter Stelle in der Torschützenliste der türkischen Meisterschaft. Anschließend forcierte eine Ausländerbeschränkung im türkischen Fußball seine Rückkehr nach Jugoslawien, wo er noch bis 1983 für seinen Heimatverein FK Radnički Kragujevac in der zweiten Liga spielte.
Nach seinem Karriereende engagierte sich Paunović weiters für den FK Radnički Kragujevac, der nach dem Zusammenbruch Jugoslawiens zunächst unterklassig spielte und dabei zeitweise von ihm betreut wurde. Ab 1998 trat die Mannschaft in der höchsten Spielklasse Rest-Jugoslawiens an und in der Spielzeit 1999/2000 übernahm er erneut das Traineramt, musste aber später Slobodan Stašević Platz machen.